# 大田区議会
大田区議会（おおたくぎかい）は、東京都大田区の地方議会。

## 概要
- 定数：50人
- 選挙区：区全体を1選挙区とする大選挙区制（単記非移譲式）
- 議長：押見隆太（自由民主党）
- 副議長：秋成おさむ（公明党）

## 会派
| 会派名                                                     | 議員数 | 所属党派                                  |
| ---------------------------------------------------------- | ------ | ----------------------------------------- |
| 自由民主党大田区議団・無所属の会                           | 15     | 自由民主党13・無所属2                     |
| 大田区議会公明党                                           | 11     | 公明党                                    |
| 日本共産党大田区議団                                       | 5      | 日本共産党                                |
| 日本維新の会大田区議団                                     | 5      | 日本維新の会                              |
| つばさ大田区議団                                           | 4      | 参政党1・たちあがれ日本1・無所属2         |
| 東京政策フォーラム（都民ファースト・国民民主・無所属の会） | 4      | 都民ファーストの会2・国民民主党1・無所属1 |
| 立憲民主党大田区議団                                       | 4      | 立憲民主党                                |
| フェアな民主主義                                           | 1      | 無所属                                    |
| OTAれいわ新選組                                            | 1      | れいわ新選組                              |
| 計                                                         | 50     |                                           |

（2023年6月1日現在）

## 委員会

### 常任委員会
- 総務財政委員会（定数9人）
- 地域産業委員会（定数9人）
- 健康福祉委員会（定数9人）
- まちづくり環境委員会（定数9人）
- こども文教委員会（定数9人）

### 議会運営委員会
定数13人。4人以上の会派（交渉会派）から選出された委員で構成される。

### 特別委員会
- オリンピック パラリンピック観光推進特別委員会（定数11人）
- 交通臨海部活性化特別委員会（定数10人）
- 羽田空港対策特別委員会（定数10人）
- 防災安全対策特別委員会（定数10人）
- 予算特別委員会（議長を除く全議員）
- 決算特別委員会（議長および監査委員を除く全議員）

（2023年6月1日現在）

## 議員報酬等
| 役職     | 報酬            | 政務活動費  |
| -------- | --------------- | ----------- |
| 議長     | 月額 93万1500円 | 月額 23万円 |
| 副議長   | 月額 78万5800円 | 月額 23万円 |
| 委員長   | 月額 65万9900円 | 月額 23万円 |
| 副委員長 | 月額 63万3000円 | 月額 23万円 |
| 議員     | 月額 61万4100円 | 月額 23万円 |

※別途、年2回期末手当あり

## 不祥事
- 2018年10月4日、荻野稔区議（維新）が口座の不正譲渡で警視庁の任意聴取を受けたことが報じられた。同月12日に大田区議会議長より厳重注意を受け[4]、同年12月に荻野は議員辞職した。

- 2022年10月12日、福井亮二区議（共産）が飲酒運転で自損事故を起こしたことが報じられた。同日、福井は議員辞職した[5]。